# Пікотит
Пікотит (англ. picotite; нім. Pikotit m) — мінерал, хромиста шпінель. Член ізоморфного ряду хромшпінеліди — алюмошпінелі.
Синоніми: хромцейлоніт, хроміт-шпінель, хромова шпінель.
Хімічна формула: (Fe, Mg)(Al, Cr, Fe)2O4. Домішки: MnO. Склад у % (з о. Мадагаскар): FeO — 27,0; MgO — 5,33; Al2O3 — 27,12; Cr2O3 — 38,64; Fe2O3 — 0,61.
Сингонія кубічна.
Октаедричний вид.
Спайність іноді по (111).
Форми виділення: вкрапленість, окремі зерна у розсипах.
Густина 4,08.
Твердість 8.
Колір темний, жовтувато-коричневий або зеленувато-коричневий, прозорий до непрозорого.
Злам раковистий.
Зустрічається з іншими хромшпінеліда-ми в родовищах хромітів.
Супутні мінерали: енстатит, бронзит, хромдіопсид, хроміт, олівін, серпентин.
Знахідки: Гессен (ФРН), Мадагаскар.
Названий за прізвищем французького природознавця Піко де ла Пейру (Picot de la Peyrous), L.Charpentier, 1812.

## Різновиди
Розрізняють:
- пікотит залізистий,
- пікотит магніїстий.